# アンシャル体

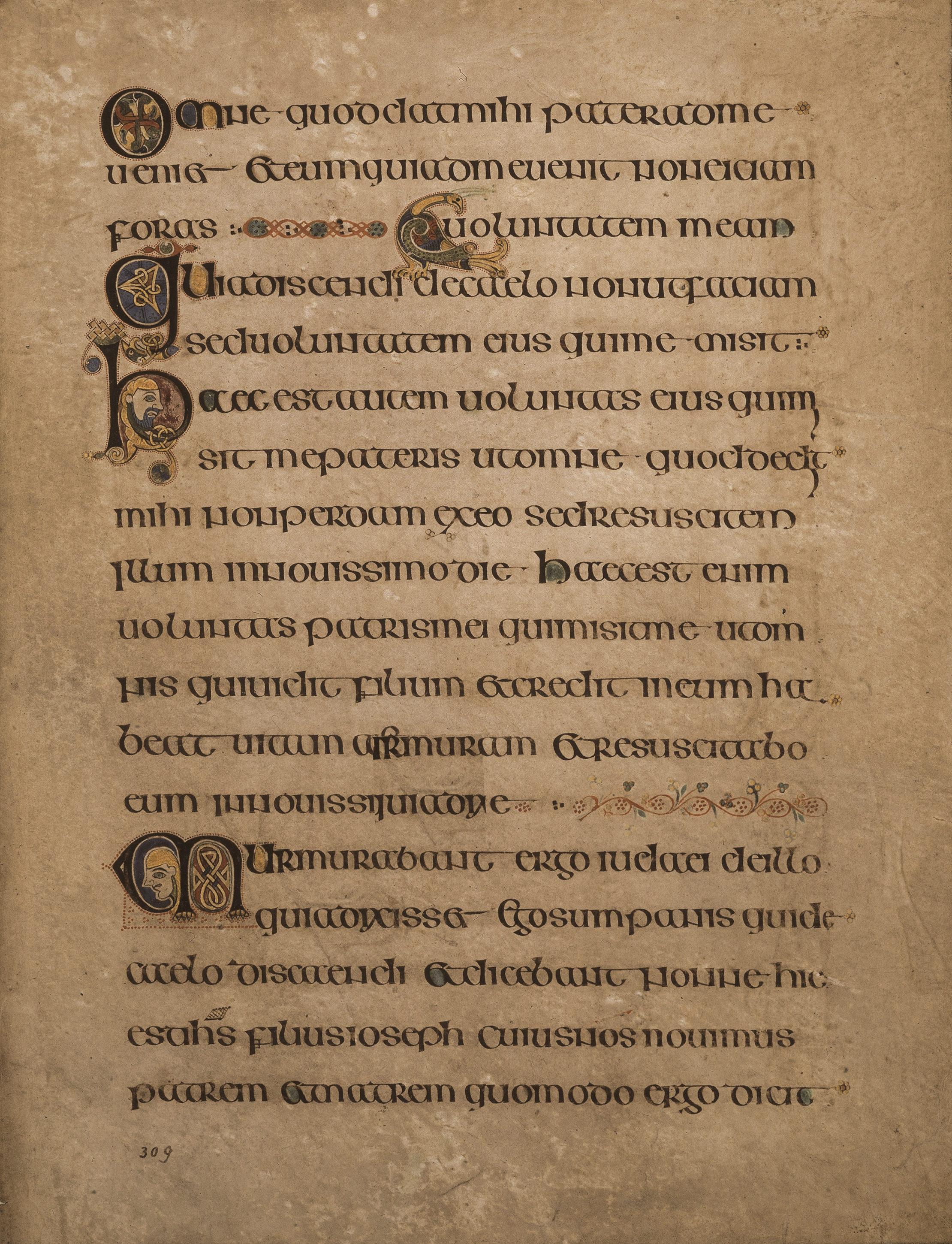
西暦800年ごろのケルズの書は、アンシャル体のアイルランドにおける変種である「インシュラー大文字体」で記されている

アンシャル体（アンシャルたい、英語: uncial script）は、西暦4世紀から8世紀にかけてラテン語とギリシャ語の写本に使われた大文字の書体である。アンシャル体の文字は、ギリシャ語、ラテン語、ゴート語を記すのに使われた。アンシャル書体（アンシャルしょたい）、アンシャル字体（アンシャルじたい）ともいう。アンシャルはアンシアルとも表記される。

## 発展

さまざまな書体の関係を簡易化して示した図。ローマ・ギリシャのアンシャル体の発展を示す

初期のアンシャル体はローマ筆記体から発展したもののようである。従来の文字がパピルスのような粗い材料の上に書くのに適して角ばった画数の多い字を使っていたのに対して、初期のアンシャル体は、新しい羊皮紙や犢皮紙の滑らかな表面を利用した、太い一筆書きの筆画により特徴づけられる。大英博物館蔵の『De bellis macedonicis』のような最初期のアンシャル体の例では、すべての文字は互いにつなげられずに書かれ、また単語は通常区切られていない。しかし、単語を区切ることは後世のアンシャル体の特徴である。
書体が数世紀かけて発展するにつれ、文字は複雑化していった。とくに、西暦600年ごろ、基本的筆画に対する装飾や誇張が多くの写本にあらわれるようになった。アセンダーやディセンダーの出現が最初の主な変化であり、ついで基本的な筆画が曲げられたり重ねられたりしていった。西暦800年ごろにより細かな小文字書体が勃興したとき、当時のアンシャル体の文字のいくつかは、より単純で小さな小文字書体のデザインの基礎になった。その後もアンシャル体は特に聖書の写本に使用されていたが、10世紀前後までに徐々に衰退していった。アンシャル体による写本は500以上残っており、この数はカロリング朝ルネサンス以前ではとびぬけて多い。

## 字体

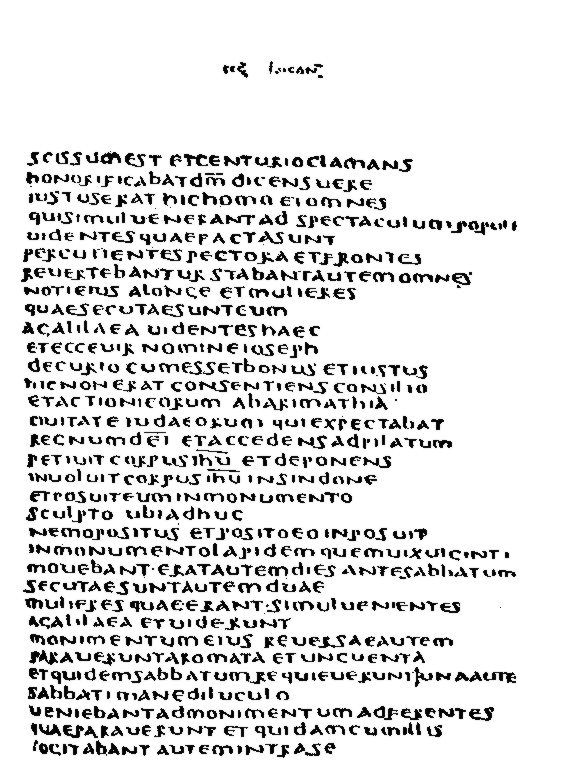
ベザ写本 のラテン語のテキスト例

一般的に、アンシャル体にはいくつかの共通の特徴がある。
- m、n、u の幅が比較的広い。m の筆画は湾曲しており（ただし初期のものでは第1画が直線）、n は N と書くことにより、r や s と区別する。
- f、i、p、s、t の幅は比較的狭い。
- e の輪郭は曲線からなり、その腕(ハスタ)は曲線の上部とはつながっていない。腕の高さによって写本の書かれた時期を判断できる(高い位置に書かれていればおそらく早期のものであり、曲線の中央部に近く書かれていれば後期のものであることを示す)。
- l のベースライン部は小さく、次の文字につながるほど右に伸びることはない。
- r の右上の画は長くて湾曲しており、しばしば次の字とつながる。
- s は「長いs」に似ている(実際その先祖にあたる)が、アンシャル体では f よりも r に似ている。

後の時代のアンシャル体では、文字がいいかげんに書かれることがあった。たとえば、2つの l がベースライン上でつなげて書かれたり、(b、p、r などの)湾曲部分がちゃんと曲がらずに、直線部分に接していなかったりした。そして文字が以前ほどはっきり区別できなくなっていった。

## 国ごとの違い
アンシャル体はきわめて広い地域で使われたため、ビザンチン、アフリカ、イタリア、フランス、スペインおよびインシュラー(「島」、すなわちアイルランドおよびイングランド)のアンシャルは少しずつ異なる書体が使われた。
- ローマ時代のアフリカのものは、他の地域のアンシャルよりも角ばっている。とくに a の湾曲部が鋭く尖っている。
- ビザンチンのアンシャルは特徴的な2種類のものがある。「b-d アンシャル」は b と d の形が半アンシャル(下記)に似ており、4世紀から5世紀にかけて用いられた。「b-r アンシャル」は5世紀から6世紀にかけて用いられ、b は他の字の倍の大きさがあり、r の湾曲部はベースラインの上に載っていて、そこから縦棒がベースラインの下に伸びている。
- イタリアのアンシャルは丸い字(c、e、o など)の上部が平たくなっており、a の湾曲部は(アフリカと同様)尖っており、d の縦棒はほとんど横棒といっていいくらい寝ており、フィニアル (f、l、t、s など一部の文字につくセリフのこと) は枝分れしていた。
- インシュラー・アンシャル (インシュラー体とは別。混同しないこと) は、一般に単語がはっきりと区切られ、強勢のある音節にはアクセント記号が加えられている。おそらくこれはアイルランドの写本作者がラテン語に由来する言語を話さなかったためであろう。また、他の地域のアンシャル字体には見えないインシュラー独特の略字を使っている。くさび型のフィニアルを使い、すこし下に下った「懸垂 i」を(語末で) m や h とつなげて書いている。動物や点(「Insular dotting」と呼ばれ、しばしば3つまとめてつけられる)で装飾を加えている。
- フランス(すなわちメロヴィング朝)のアンシャルは、(g、p などに)細いディセンダを使い、x の直線の交点がまん中よりも上になっており、d の縦棒が巻いており(リンゴに少し似ている)、魚・木・鳥などのさまざまな装飾が加えられている。
- キリル文字写本は、9世紀末にギリシャ語のアンシャル体から発達したもので(グラゴール文字をほぼ淘汰した)、本来は古代教会スラブ語の典礼の言葉を記すために使われた。初期の字体はウスタフ体(устав、11世紀から14世紀に主流)、後の字体は半ウスタフ体またはポルウスタフ体(полуустав、15世紀から16世紀)と呼ばれる。

## 名称

現代のアンシャル体で「Unziale」と書いた例

アンシャルという語の本来の意味については多少の疑問がある。おそらくはヒエロニムスが「ヨブ記」につけた前書きに出てくる「uncialibus」という語に由来すると考えられるが、この語は「inicialibus」の誤読であって、ヒエロニムスは段落の最初の数文字に用いる大きな文字のことを指していたのかもしれない(ただし、そうすると文脈上意味をなさなくなる)。
Habeant qui volunt veteres libros, vel in membranis purpureis auro argentoque descriptos, vel uncialibus (ut vulgo aiunt) litteris, onera magis exarata quam codices.
望む者は古い本、あるいは紫羊皮紙に金や銀で書かれた本、あるいは(皆が言うように) uncialis な文字の、コデックスというよりは書かれた重荷を持つがよい。
古典ラテン語で uncialis という語は、「1インチの高さがある」と「1ポンドの重さがある」のどちらの意味でもありえたので、ヒエロニムスは語呂合わせで上のように言ったのかもしれない。「コデックス」についても、もうひとつの意味である「木片」にひっかけているのかもしれない。
この書体のことを「アンシャル」という言葉ではじめて呼んだのは、18世紀はじめのジャン・マビヨンである。その後、シピオーネ・マッフェイは古代ローマ碑文の大文字書体からこの書体を区別するためにアンシャルという言葉を使い、その定義をいっそう精密化した。

## 他の用法

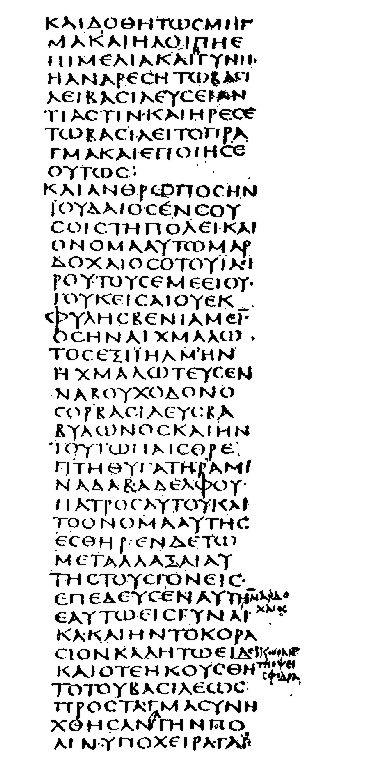
シナイ写本のエステル記 2:3–8 にあたる部分。ビザンチン・アンシャルで書かれる

「アンシャル」という語は、アンシャル体で書かれた写本のことを指すこともある。とくに小文字でペン書きされた写本と区別するのに用いる。ギリシャ語で書かれたもっとも注目すべきアンシャル写本には、以下のものがある。
- シナイ写本
- バチカン写本
- アレクサンドリア写本
— この3つがしばしば「三大アンシャル・コデックス」と称されるものである
- ベザ写本（英語版）
- ペテルブルク紫写本（英語版）

ペテルブルクのものは、最高のアンシャル体で書かれていると考える人がある。同時に、文字の大きさがどれほど大きくなるかの実例でもある。
これらの写本について、より詳しくは、Guglielmo Cavallo Ricerche sulla Maiuscola Biblica (1967 フィレンツェ) を参照。
現代のカリグラフィーでは、通常ラテン文字を元にした後期のアンシャル体を教える。7世紀後半から10世紀にかけての実例にもっとも近いものだが、ラテン文字のアンシャル体はギリシャ文字よりも変種の幅が広く、かつ規格化されていない。むしろ筆記体によく見られる習慣である、装飾やさまざまな幅の筆画、場合によっては中心軸の傾斜に至るまで、現代のアンシャル体は深く影響されている。
20世紀のかなり遅くまでドイツ語の書籍においてブラックレター書体が継続的に広く使われたのと同様に、アンシャル体に似たゲール文字は、1950年代までアイルランド語のタイポグラフィとして伝統的に使われてきた。この書体は現在も文書のタイトルや、モニュメントの刻文などの「公的」な用途に使われている。厳密に言うと、ゲール文字はアンシャル体ではなく、インシュラー体である。

## 半アンシャル体
半アンシャル (half-uncial または semi-uncial) という言葉は、シピオーネ・マッフェイの『Istoria diplomatica』(1727年マントヴァ) が初出である。マッフェイは、ポワティエのヒラリウスによる有名な「Codex Basilicanus」に見える、アンシャル体を切り詰めたように見える書体を区別するためにこの語を用いた。なお「Codex Basilicanus」にはアンシャル体を使った節と半アンシャル体を使った節の両方がある。この語は18世紀なかばのルネ・プロスペル・タッサンとシャルル・フランソワ・トゥスタンによっても使われた。半アンシャルという語は広く使われ、安定した語ではあるものの、通常のアンシャルから派生したかのような印象を与える点で出来のよくない用語である。実際にはアンシャルと半アンシャルは共通の古代の書体の特徴を継承しているのである。以下を参照: L. E. Boyle, "'Basilicanus' of  Hilary Revisited," in Integral Palaeography, with an introduction by F. Troncarelli, 105-17. Turnhout, 2001。
アンシャルと同様、半アンシャルもローマ筆記体に由来するが、そのより新しい、発達した型のものが元になっている。半アンシャル体は3世紀ごろに初めて使われ、8世紀末まで使われ続けた。初期の半アンシャル体は、非キリスト教徒およびローマの法律文書用に使われたが、6世紀にはアフリカやヨーロッパ(ただしインシュラー地域ではそれほど使われなかった)でキリスト教のテキストを筆記するのに使われるようになった。

### 字体
半アンシャル体の文字の一般的な字体は、以下のとおりである。
- a は通常まるく、上部がすこし開いていることがある
- b と d は現代と同様に縦の直線部分がある
- g は上部が平たく、丸い部分が存在せず、ディセンダは曲っている(数字の 5 にちょっと似ている)
- t の縦線は曲がっている
- n、r、s はアンシャル体と同様である (現代の文字と比べて同様に相違している)

半アンシャル体は5世紀にアイルランドに伝わり、そこからイングランドにもたらされた。イングランドでは8世紀まで使われ、それ以降はインシュラー体に発展した。